# TJ Sokol Wien
Der TJ Sokol Wien ist ein österreichischer Sportverein aus Wien, der vor allem wegen der Volleyballsektion bekannt ist. Die Frauen waren seit den 1950er Jahren bis zur Auflösung im 5. Wiener Gemeindebezirk Margareten angesiedelt und spielten als TJ Sokol V Wien. Die Männer nannten sich in den 1950er Jahren TJ Sokol X Wien und waren im 10. Wiener Gemeindebezirk Favoriten beheimatet, später zog die Männervolleyballabteilung ebenfalls in den 5. Wiener Gemeindebezirk und nahmen den Namen der Frauenabteilung an. Die Vereinsfarben waren schwarz und weiß.

## Geschichte
Die Ursprünge von Sokol V Wien reichen bis in den 1860er Jahren zurück als die Sokol-Turnbewegung sich über die Habsburgermonarchie ausbreitete. Der erste Sokolverein wurde am 16. Februar 1862 in Prag gegründet. 1867 entstand am 3. März der Sportverein Sokol als Turnverein in Wien. Der Wiener Verein war bei seiner Gründung die 25. Teilorganisation des tschechischen Verbandes.
Weitere Unterverbände wurden in den folgenden Jahren gegründet:
- 1988 im 15. Bezirk Fünfhaus (Sokol Tyrš)
- 1898 im 17. Bezirk Hernals (Sokol Fügner)
- 1892 im 10. Bezirk Favoriten (Sokol Favoritský)
- 1893 im 2. Bezirk Leopoldau (Sokol Leopoldovský)
- 1896 im 21. Bezirk Floridsdorf (Sokol Floridsdorfský)
- 1899 im 5. Bezirk Margareten (Sokol Podlipný)
- 1900 im 3. Bezirk Landstraße (Sokol Havlíček)
- 1901 im 9. Bezirk Alsergrund (Sokol Alserovský)
- 1901 im 21. Bezirk Floridsdorf (Sokol Podunajský)
- 1907 im 11. Bezirk Simmering (Sokol Simmering)
- 1908 in Atzgersdorf (Sokol Poštorná – Atzgerdorf)
- 1907 in Niederösterreich (Sokol Dolní Velenice)
- 1910 im 18. Bezirk Währing (Sokol Vídeň XVIII) UV1
- 1922 im 12. Bezirk Meidling (Sokol Vídeň XII) UV1

Die Aktivitäten des Vereins wurden zahlreich in Anspruch genommen und 1910 waren 30.000 Mitglieder bei Sokol. Erstmals wurde in den Sokolvereinen 1926 Volleyball gespielt. Sokol war 1953 einer der Gründungsmitglieder des Österreichischen Volleyballverbandes. 1941 fand die Tätigkeit des Vereines durch die Machtergreifung des NS-Regimes ein jähes Ende, Schulen wurden geschlossen und die Unterverbände aufgelöst. Nach dem Krieg fand eine erste Versammlung des Vereins statt und die Unterverbände im 5., 10. und 15. Bezirk wurden gegründet. Heute konzentrieren sich die Unterverbände auf den Breitensport und bieten verschiedene Sportmöglichkeiten an. 2002 wurde in Schwechat der SVS Schwechat gegründet, der in Österreich erfolgreich im Spitzensport ist. Der TJ Sokol Wien V konzentriert sich weiter auf die Nachwuchsarbeit.

## Titel und Erfolge
Frauen
- 8 × Österreichischer Meister:

als TJ Sokol V Wien: 1953, 1954, 1955, 1956, 1957, 1958, 1959, 1983
Herren
- 8 × Österreichischer Meister:

als TJ Sokol X Wien: 1953, 1954, 1955, 1956, 1968
als TJS Sokol V Wien: 1980, 1986, 1987, 1988, 1989, 1990, 1991
- 6 × Österreichischer Cupsieger:

als TJS Sokol V Wien: 1985, 1986, 1987, 1988, 1990, 1991